# Jean Brun (cyclisme)
Pour les articles homonymes, voir Brun et Jean Brun.
Jean Brun, né le 28 septembre 1926 à Zurich et mort le 30 septembre 1993 à Genève, est un coureur cycliste suisse.
Il se démarqua par sa précocité.[réf. souhaitée] En 1948, à 22 ans, il devint coureur professionnel, en rejoignant l'équipe Cilo, l'une des deux équipes majeures de Suisse.

## Biographie
L'année de ses 20 ans, en 1946, Hans Brun arrive à Genève et adhère au VC Français. Son prénom ne faisant pas très romand, il décide de le changer officiellement pour Jean.
Il se distingue par ses bons résultats en junior puis en amateur témoignant d'une rapide maturité[réf. souhaitée]. Deux ans après ses succès sur les courses locales, il passe professionnel. En 1948, il défend les couleurs helvétiques aux Jeux olympiques de Londres, où il est quinzième de la course sur route.
L’année suivante, à 22 ans, il rejoint l’équipe Cilo où il n'y reste que peu de temps. À maintes reprises, il a changé d'équipe tout en restant très proche de la Suisse. En effet, certains supporters évoquent le mal du pays comme raison à des performances en retrait hors de ses frontières. Ce n'est toutefois pas pour cette raison que l'athlète déclina par trois fois les propositions qui lui ont été faites pour participer à la Grande Boucle mais bien parce qu'il n'aimait pas les grosses chaleurs[réf. souhaitée].
Finalement, Jean Brun termine sa carrière professionnelle en 1955. Celle-ci lui permit de figurer dans le livre « Fabuleuse Histoire du Cyclisme » de Pierre Chany où on peut lire sous Jean Brun : « Né le 28 septembre 1926 à Zurich, fixé à Genève. Il se révéla en 1947 en remportant le Tour des 4-Cantons et le Tour du Nord Ouest … ».
Sa carrière finie, il n'abandonna pas le vélo, il monta un magasin de cycles à la place du Cirque, à Genève. Son fils et son petit fils perpétuent toujours la tradition dans la même boutique.

## Palmarès
- 1948
  - Championnat du Zurich amateur
- 1949
  - 4e étape du Tour de Romandie
- 1950
  - 1re étape secteur a et 3e étape du Tour de Romandie
- 1951
  - Championnat de Zurich
  - 5e étape du Tour de l'Est central
- 1952
  - 2e du Tour des Quatre Cantons
  - 3e du championnat de Suisse sur route
- 1954
  - 3e étape secteur b Tour de Romandie
  - 3e du Championnat de Zurich
  - 3e du Circuit des Deux-Sèvres

## Résultats sur les grands tours

### Tour d'Italie
1 participation
- 1952 : abandon

## Le Mémorial Jean Brun
Le Mémorial Jean Brun, anciennement appelé le Grand Prix Jean Brun, est une épreuve nationale pour les catégories cadets et juniors (Cat. U17 et U19). Il se déroule depuis 1994 lors du GP de Lancy, épreuve réservée aux élites.